# コズモスクアッド
コズモスクアッド（Cosmosquad）は、アメリカ合衆国アリゾナ州のリハーサルスタジオから始まったインストゥルメンタルロックバンド。

## 概要
コズモスクアッドは1997年に結成。アリゾナ州のリハーサルスタジオで３人のミュージシャンが出会った事から始まった。
ギターのジェフ・コールマンは既にソロアルバムをリリースし、新たな活躍の場を求め西部に移ってきたばかりだった。カナダ出身ドラマーのシェーン・ガラスとベースのバリー・スパークスは、イングヴェイ・マルムスティーンのバンドとして知り合った後、マイケル・シェンカーのバンドとして共に活動しており、それだけに留まらず自分達のサウンドを作りたいと願っていた。意気投合した３人はすぐにアルバム制作を始め、ファーストアルバム「COSMOSQUAD」がロサンゼルスでレコーディングされた。デビューアルバムはヘビーロックやメタル、そしてファンクやラテンなど様々な要素と70年代のクラシックなフュージョンが、まるで万華鏡の様に織り交ぜられた大胆な一枚だった。
2002年には、よりヘビーでダークなセカンド・アルバム「Squadrophenia」をリリース。その頃には既にLAで有名なクラブThe Baked Potatoで人気を博し、ライブアルバム「Live At The Baked Potato」も発表していた。2003年には日本限定盤として「Best of Cosmosquad」をリリース、同年には初となる日本公演も行った。
バリーの脱退を受け、シェーンとジェフは様々なゲスト・ベースプレイヤーを迎え、３枚目となる「Acid Test」を作成。後に、アルバムに参加したクリス・マローニが新たにベースとして加わる事になる。2008年には、このライブ映えする楽曲を多数含むアルバムをもって３月に大阪と東京で日本公演を行い、さらに2007年に行われたハリウッドの音楽学校であるミュージシャンズ・インスティチュート(MI)でのライブ映像が初の映像作品「Light…Camera…SQUAD!」としてリリースが決定すると、再び９月に東京、名古屋、仙台での日本ツアーを行った。
その後クリス・マローニが東海岸に移住してベースが居なくなったCOSMOSQUADは、名だたるベーシスト達とのコラボレーションを再び続ける事となる。最終的に、ジェフの別プロジェクトである、チャド・スミス率いるBombastic Meatbatsのバンドメイトでもあるケビン・チャウンが正式メンバーとして迎え入れられた。実はケビンはファーストアルバムのデモでベースを弾いており、20年のサイクルを経て導かれたベーシストと言って良いだろう。ケビンが加入した事でバンドは再び制作活動に入り、2016年中に6ヶ月をかけて「The Morbid Tango」が制作された。

## メンバー
ジェフ・コールマン（Jeff Kollman、1967年8月10日 - ）
ギター
アメリカ合衆国 オハイオ州出身。
かつてはUFOなどに所属。
現在はRed Hot Chili Peppersのドラマー、チャド・スミスのバンドBombastic Meatbatsに所属するほか、日本では矢沢永吉のツアーサポートメンバーとして帯同。
シェーン・ガラス（Shane Gaalaas、1967年8月8日 - ）
ドラム
カナダ アルバータ州出身。
かつてはマイケル・シェンカー・グループやイングウェイ・マルムスティーンのレコーディングやツアーに参加。
現在は自身のバンドディーゼル・マシーンでも活動するほか、日本では2002年からB'zのサポートメンバーとしても活動。
ケヴィン・チャウン(Kevin Chown)
ベース
アメリカ合衆国 ミシガン州出身。
現在はジェフと同様、Bombastic Meatbatsなどに所属。

## 元メンバー
バリー・スパークス（Barry Sparks、1968年6月20日 - ）
ベース
クリス・マロニー（Christopher Maloney）
ベース

## 来歴
- 1997年、アリゾナ州のリハーサルスタジオでジェフ、シェーン、バリーが出会ったことから結成
- 1997年、1stアルバム『COSMOSQUAD』リリース
- 2002年、ライブアルバム『Live at the Baked Potato』リリース
- 2001年、2ndアルバム『Squadrophenia』リリース
- 2003年6月25日、日本限定アルバム『Best of Cosmosquad』リリース
- 2007年、ベースのバリーが正式脱退し、クリスが正式加入
- 2007年、3rdアルバム『Acid Test』リリース
- ベースのクリスが脱退、ケヴィンが加入
- 2017年1月14日、4thアルバム『The Morbid Tango』リリース
- 2017年8月、10年ぶりとなる来日ツアーを開催[1]

## 作品

### アルバム
|     | 発売日        | 日本盤発売日   | タイトル         |
| --- | ------------- | -------------- | ---------------- |
| 1st | 1997年        | 1999年10月15日 | COSMOSQUAD       |
| 2nd | 2001年        | 2002年6月15日  | Squadrophenia    |
| 3rd | 2007年        | 2007年6月6日   | Acid Test        |
| 4th | 2017年1月14日 |                | The Morbid Tango |

### ライブアルバム
|        | タイトル                 |
| ------ | ------------------------ |
| 2002年 | Live at the Baked Potato |

### ベストアルバム
|                  | 発売日        | タイトル           |
| ---------------- | ------------- | ------------------ |
| 日本限定リリース | 2003年6月25日 | Best of Cosmosquad |

### DVD
| 発売日        | タイトル                 |
| ------------- | ------------------------ |
| 2008年7月11日 | LIGHTS...CAMERA...SQUAD! |